# Carl Pfann

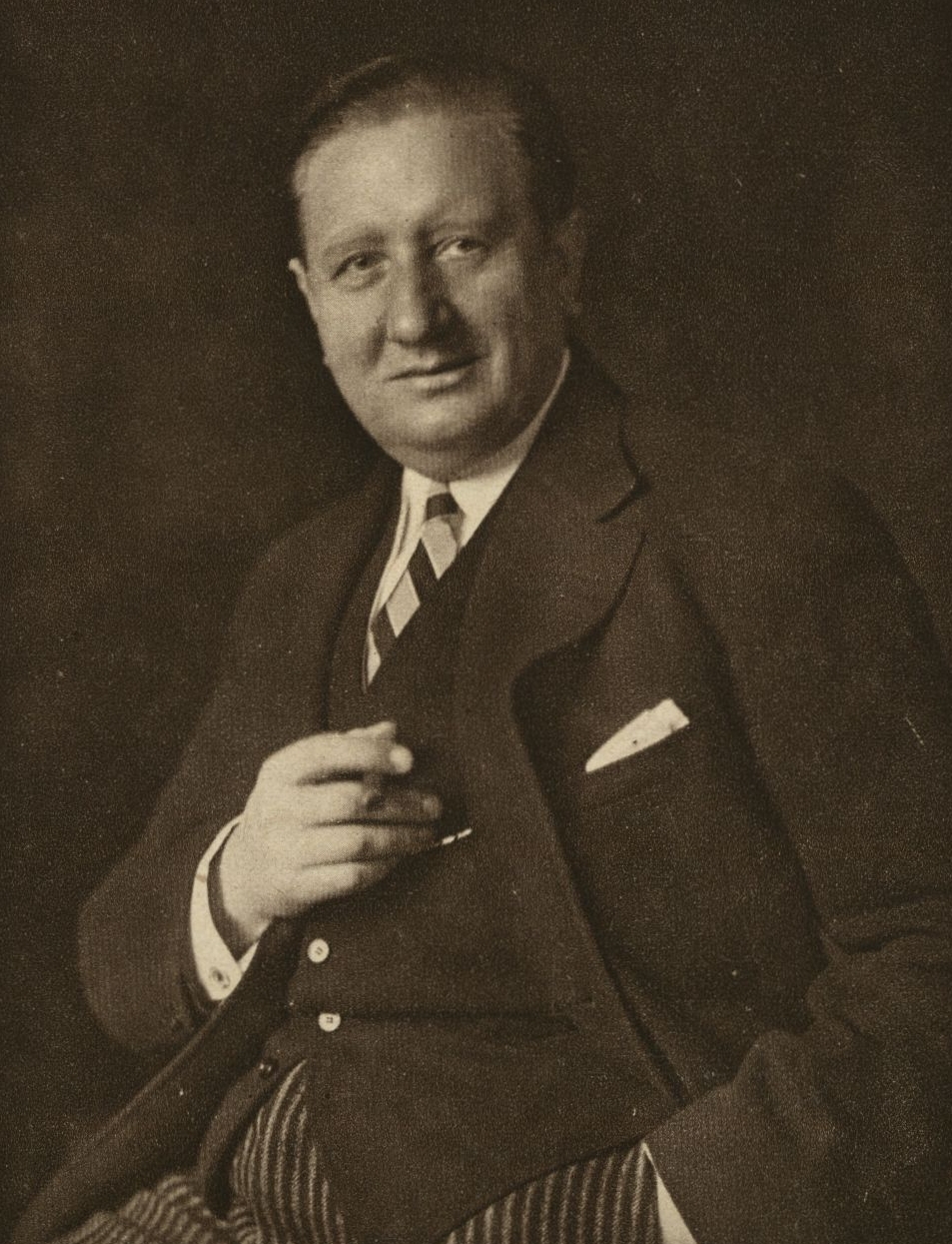
Foto aus den letzten Lebensjahren

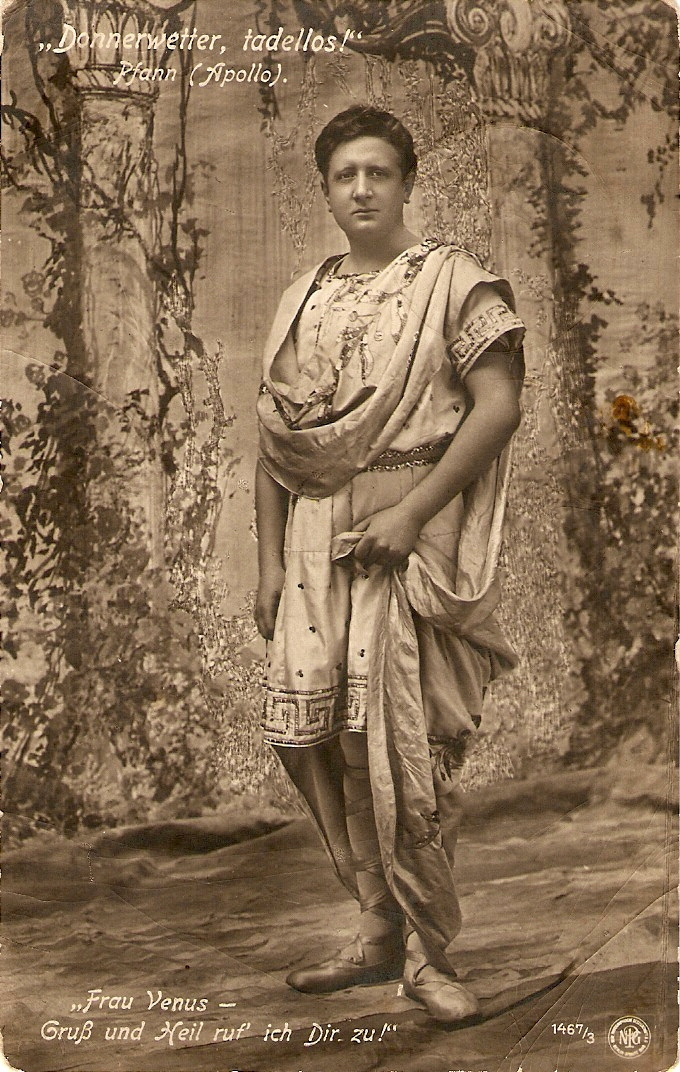
Pfann als Apollo in der Revue Donnerwetter, tadellos.

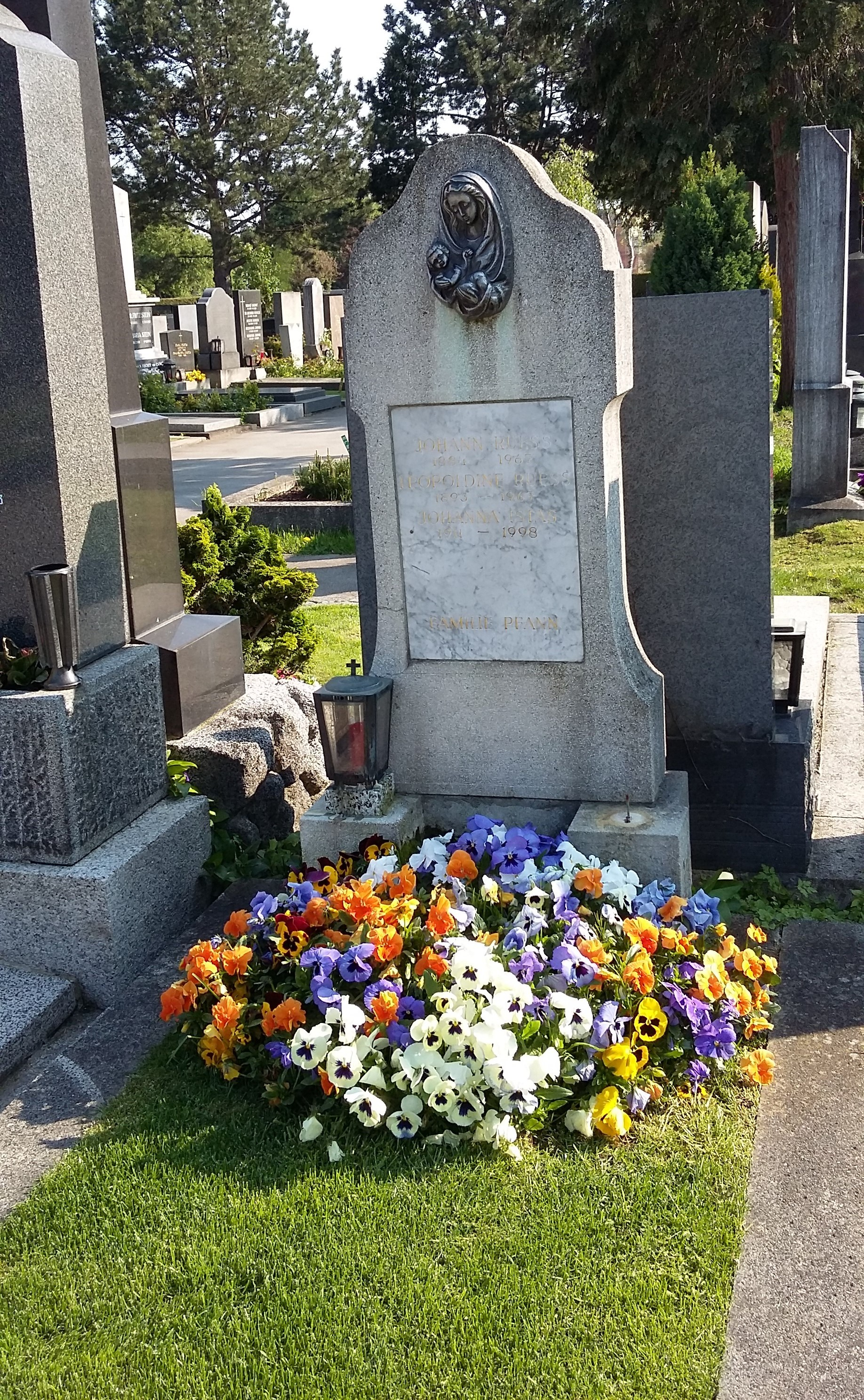
Grabstätte Carl Pfann und Familie Pfann am Friedhof Hietzing

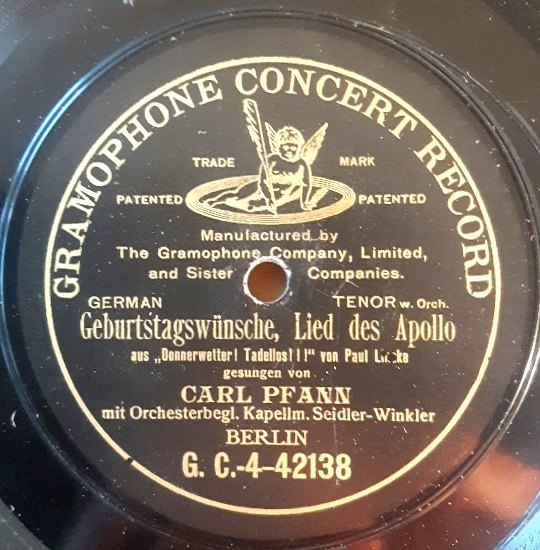
Schallplatte von Carl Pfann (Berlin 1908)

Carl Pfann, auch Karl Pfann (* 17. Jänner 1874 in Wien; † 7. Mai 1928 in Leoben), war ein österreichischer Schauspieler, Gesangskomiker, Opernsänger (Tenor) und Theaterintendant.

## Leben
Geboren wurde Carl Pfann als Sohn eines Fleischselchers und dessen Frau Franziska (geb. Brosch). Er war mit der Soubrette Suzanne Bachrich-Pfann, der Tochter von Sigmund Bachrich und Tante von Albert Bachrich, verheiratet. Die gemeinsame Tochter Elisabeth Morgan war Tänzerin. Die Ausbildung in Bühnentanz erhielt sie bei W. Fränzl in Wien. Ihre Engagements: Volksoper Wien, als Bühnenelevin in Teatro Maria Vitoria in Lissabon. Von hier aus kam sie zum arabischen Film. Verheiratet war sie mit Ernst Morgan, Polyglott und Komiker, Bruder von Paul Morgan. Seine letzte Ruhestätte fand Carl Pfann auf dem Hietzinger Friedhof (Gruppe 56, Nr. 22) im 13. Wiener Gemeindebezirk.

## Karriere
Ohne je Theaterunterricht genossen zu haben, folgte er mit 28 Jahren der Zeitungsannonce einer Wandertruppe, die gerade Schauspieler suchte. Sein Debüt im Jahr 1892 gab er als „Poldi Purzbichler“ im Walzerkönig in Tyrnau. Es folgten weitere Komödiantenfahrten durch die Provinz. Im selben Jahr erhielt er ein Engagement für Chor und kleine Rollen am Landestheater in Laibach. Da ein Schauspieler das Engagement plötzlich verließ, erhielt Carl Pfann die Chance einer Solorolle und war so gut, dass er als jugendlicher Held und Liebhaber engagiert wurde.
Dabei entdeckte man auch seine schöne Stimme und er wurde 1894 als Gesangskomiker an das Deutsche Volkstheater in Prag verpflichtet. 1895 debütierte er am Theater in der Josefstadt im Vaudeville Die kleinen Schäfchen und erfreute sich hier während seiner fünfjährigen Tätigkeit allgemeiner Beliebtheit.
1888 entschloss er sich doch noch fachmännischen Gesangsunterricht zu nehmen und sich definitiv der Sängerlaufbahn zu widmen. 1901 trat er schon am Theater an der Wien zum ersten Mal als Operettensänger vor das Wiener Publikum. Von 1902 bis 1904 kam er für erste lyrische und jugendliche Heldentenorrollen ans Stadttheater in Brünn. 1904/05 war er am Carl-Schultze-Theater Hamburg im Engagement und wurde darauf durch Hans Gregor an die Komische Oper Berlin verpflichtet (von 1905 bis 1908), an der er große Tenorpartien aus der Opernliteratur sang. Dann kehrte er wieder zur Operette zurück und wirkte sehr erfolgreich am Metropoltheater Berlin (mit Fritzi Massary) und anderen Berliner Bühnen. Zu Beginn des Ersten Weltkrieges kehrte er nach Wien zurück. Er sang während der Kriegsjahre am Wiener Bürgertheater und am Theater an der Wien, an dem er auch nach Kriegsende noch auftrat. 1922/23 war er als Intendant und Sänger am Theater von Mährisch-Ostrau (Ostrava) tätig und trat dann noch gelegentlich bis 1926 als Gast an österreichischen Operettenbühnen auf. Gastspiele führten ihn während seiner Karriere an das Opernhaus von Frankfurt a. M. (1903), an die Wiener Hofoper (1903), an das Hoftheater Karlsruhe (1911) und ans Theater in Bad Ischl (1926).

## Theaterengagements und Gastspiele
- 1892: Komödiantenfahrten mit verschiedenen Auftritten, z. B. in Tyrnau (Trnava)
- 1892–94: Landestheater in Laibach (Ljubljana)
- 1894: Deutsche Volkstheater Prag
- 1894–95: Theater Pilsen
- 1895: Theaters in der Josefstadt
- 1901: Theater an der Wien, Carltheater, Hoftheater in Wiesbaden, Kurtheater in Baden-Baden
- 1902–1904: Stadttheater Brünn
- 1903: Opernhaus Frankfurt a. M., Wiener Hofoper
- 1904–1905: Theater Hamburg
- 1905–1908: Metropoltheater Berlin
- 1911: Hoftheater Karlsruhe
- 1911–1912: Neuen Operettentheater Berlin
- 1912–1914: Theater am Nollendorfplatz Berlin
- 1913: Theater Wien
- 1914–1918: Bürgertheater und Theater an der Wien
- 1926: Theater Bad Ischl

## Filmografie
- 1916: Die Tragödie auf Schloß Rottersheim

## Carl Pfann als künstlerisches Sujet

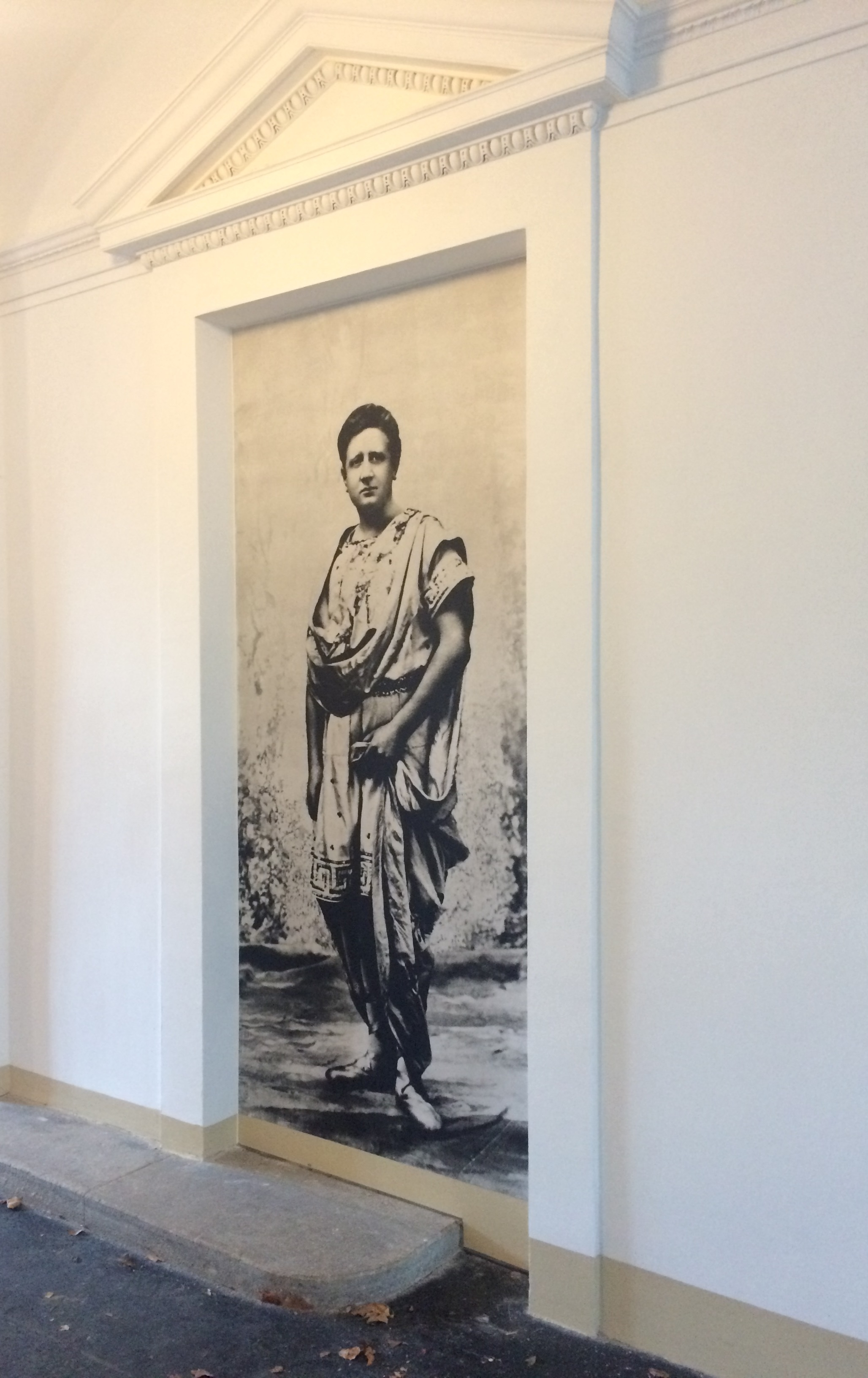
Belichtung von Birgit Graschopf in einem Wiener Privathaus. Dargestellt ist der Schauspieler Carl Pfann (1874–1928).

Eine Autogrammkarte von Carl Pfann bildet das Ausgangsmaterial für eine 2017 entstandene Wandbelichtung der Österreichischen Künstlerin Birgit Graschopf. Bei diesem 110 cm × 240 cm großen Kunstwerk handelt es sich um eine schwarz-weiss Fotografie, die als Bildträger die Wand beziehungsweise den Raum (in einem Wiener Privathaus) selbst nutzt.

## Tondokumente (Auswahl)
- Deutsche Nationalbibliothek: Gesamter Bestand Carl Pfann (https://portal.dnb.de/opac.htm?method=simpleSearch&query=carl+pfann)
- Österreichische Mediathek, Fassbinderlied aus Boccaccio (Stadttheater), Tonzylinderaufnahme
- Schallplatte: Erste Aufnahmen auf Pathé (Wien, 1903; Berlin, 1911) dann auf G & T bzw. HMV (zahlreiche Titel, zumeist aus Operetten, aber auch einige Opernaufnahmen)